# Pleroma (geslacht)
Pleroma is een geslacht van sponsdieren uit de klasse van de Demospongiae (gewone sponzen). 

## Soorten
- Pleroma aotea Kelly, 2003
- Pleroma menoui Lévi & Lévi, 1983
- Pleroma torquilla (Schmidt, 1870)
- Pleroma turbinatum Sollas, 1888